# Tournoi féminin des États-Unis de rugby à sept
Ne doit pas être confondu avec Tournoi des États-Unis de rugby à sept.
Le Tournoi féminin des États-Unis de rugby à sept (en anglais : USA Women's Sevens) est une compétition de rugby à sept, qui se déroule aux États-Unis dans le cadre de la série mondiale de rugby à sept.
L'édition inaugurale de 2013 est organisée à Houston. Par la suite, le tournoi se joue respectivement à Kennesaw, Whitney puis Glendale.

## Histoire
Historiquement, de premiers tournois sont organisés par la Fédération américaine de rugby. Ainsi, en février 2011, février 2012 et janvier 2013, des tournois de rugby à sept sur invitation se jouent au Sam Boyd Stadium, mettant en scène des équipes nationales, universités et diverses sélections. Néanmoins, ces tournois ne sont pas reconnus officiellement par l'International Rugby Board, organe mondial du rugby,,.
Alors que s'ouvre la première édition officielle des Women's Sevens World Series pendant la saison 2012-2013 (en), le tournoi américain est l'une des quatre étapes choisies de ce tournoi mondial inaugural ; il se joue au BBVA Stadium de Houston. Il est remporté par l'Angleterre, tandis que l'équipe locale des États-Unis atteint la finale.
Dès la seconde édition, la compétition déménage dans la région métropolitaine d'Atlanta, au Fifth Third Bank Stadium de Kennesaw,.
Alors que le calendrier de la saison 2016-2017 des World Series est dévoilé, aucune des cinq étapes n'est censée se jouer sur le sol américain, alors que l'identité d'une sixième doit encore révélée. Ce tournoi sera finalement joué à proximité de Las Vegas ; les tournois féminin et masculin sont ainsi organisés conjointement pour la première fois dans l'histoire de la compétition américaine. Les joueuses évolueront donc au Sam Boyd Stadium de Whitney, stade dans lequel est traditionnellement joué le tournoi en catégorie masculine.
Dans le cadre de la saison 2017-2018 des World Series, aucune des étapes féminines n'est jouée aux États-Unis afin de se concentrer sur l'organisation de la Coupe du monde de rugby à sept, se déroulant à San Francisco en juillet 2018.
Le tournoi américain fait son retour pour la saison 2018-2019 des World Series ; il fait cette fois office de tournoi d'ouverture, et est organisé à l'Infinity Park de Glendale, de la banlieue de Denver. Il est reconduit la saison suivante dans les mêmes conditions. Pour l'édition 2019, les Américaines s'imposent « à domicile » pour la première fois de l'histoire du tournoi.

## Identité visuelle

Évolution du logo
Logo de l'édition 2013.
Logo de l'édition 2014.
Logo de l'édition 2017.
Logo depuis l'édition 2018.

## Palmarès
| Date                  | Stade                              | Cup              | Cup     | Cup              | Plate      | Bowl      |
| Date                  | Stade                              | Vainqueur        | Score   | Finaliste        | Vainqueur  | Vainqueur |
| --------------------- | ---------------------------------- | ---------------- | ------- | ---------------- | ---------- | --------- |
| 8 au 9 avril 2013     | BBVA Stadium, Houston              | Angleterre       | 29 - 12 | États-Unis       | Russie     | Brésil    |
| 15 au 16 février 2014 | Fifth Third Bank Stadium, Kennesaw | Nouvelle-Zélande | 36 - 0  | Canada           | États-Unis | Pays-Bas  |
| 14 au 15 mars 2015    | Fifth Third Bank Stadium, Kennesaw | Nouvelle-Zélande | 50 - 12 | États-Unis       | Australie  | Fidji     |
| 8 au 9 avril 2016     | Fifth Third Bank Stadium, Kennesaw | Australie        | 24 - 19 | Nouvelle-Zélande | États-Unis | Irlande   |

| Date                  | Stade                     | Cup              | Cup    | Cup        | Challenge Trophy |
| Date                  | Stade                     | Vainqueur        | Score  | Finaliste  | Vainqueur        |
| --------------------- | ------------------------- | ---------------- | ------ | ---------- | ---------------- |
| 3 au 5 mars 2017      | Sam Boyd Stadium, Whitney | Nouvelle-Zélande | 28 - 5 | Australie  | Espagne          |
| 20 au 21 octobre 2018 | Infinity Park, Glendale   | Nouvelle-Zélande | 33 - 7 | États-Unis | Espagne          |
| 5 au 6 octobre 2019   | Infinity Park, Glendale   | États-Unis       | 26 - 7 | Australie  | Nouvelle-Zélande |

## Stades
Durant son histoire, le tournoi des États-Unis a été organisé dans plusieurs stades.   

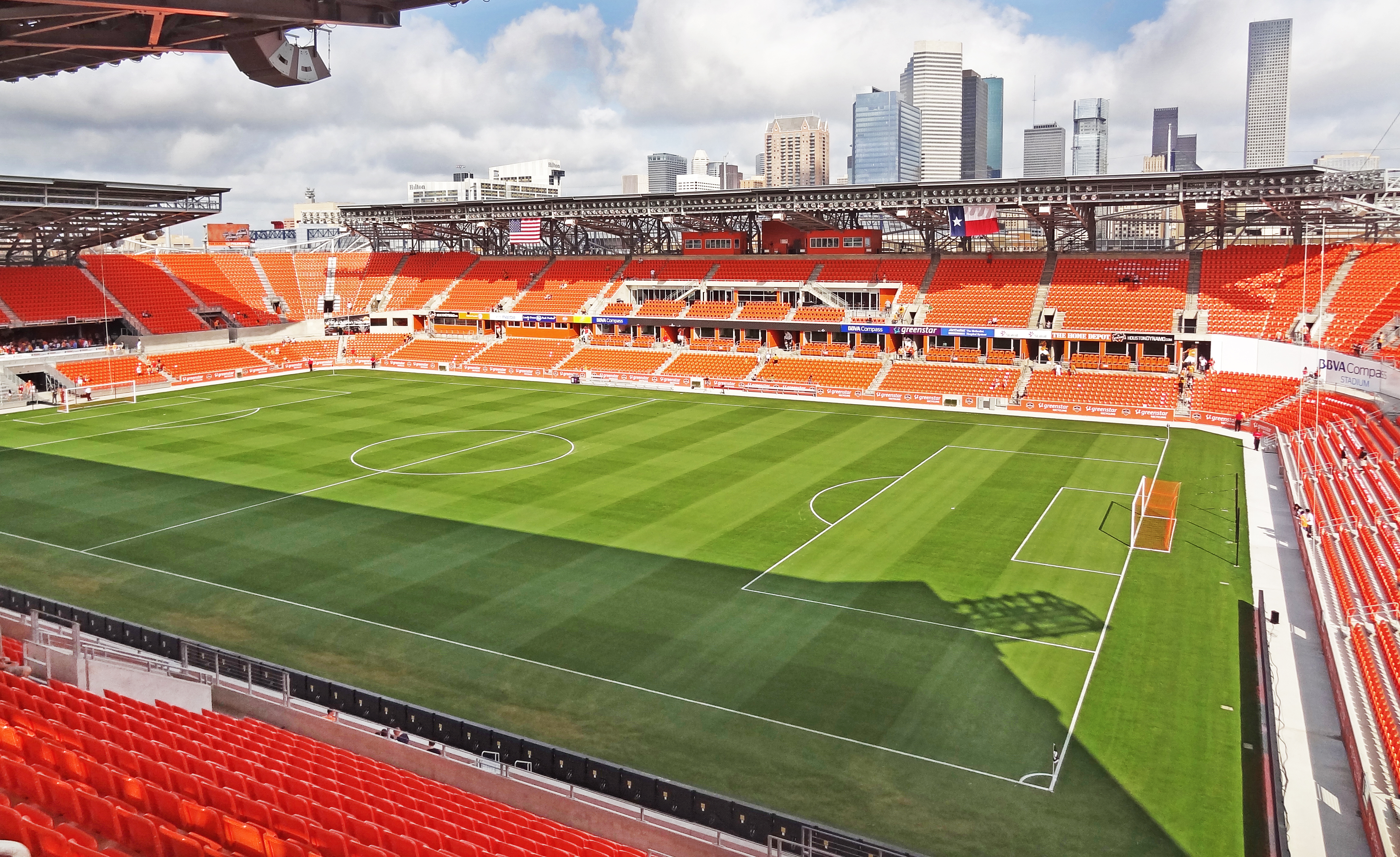
En 2013 : BBVA Stadium de Houston.
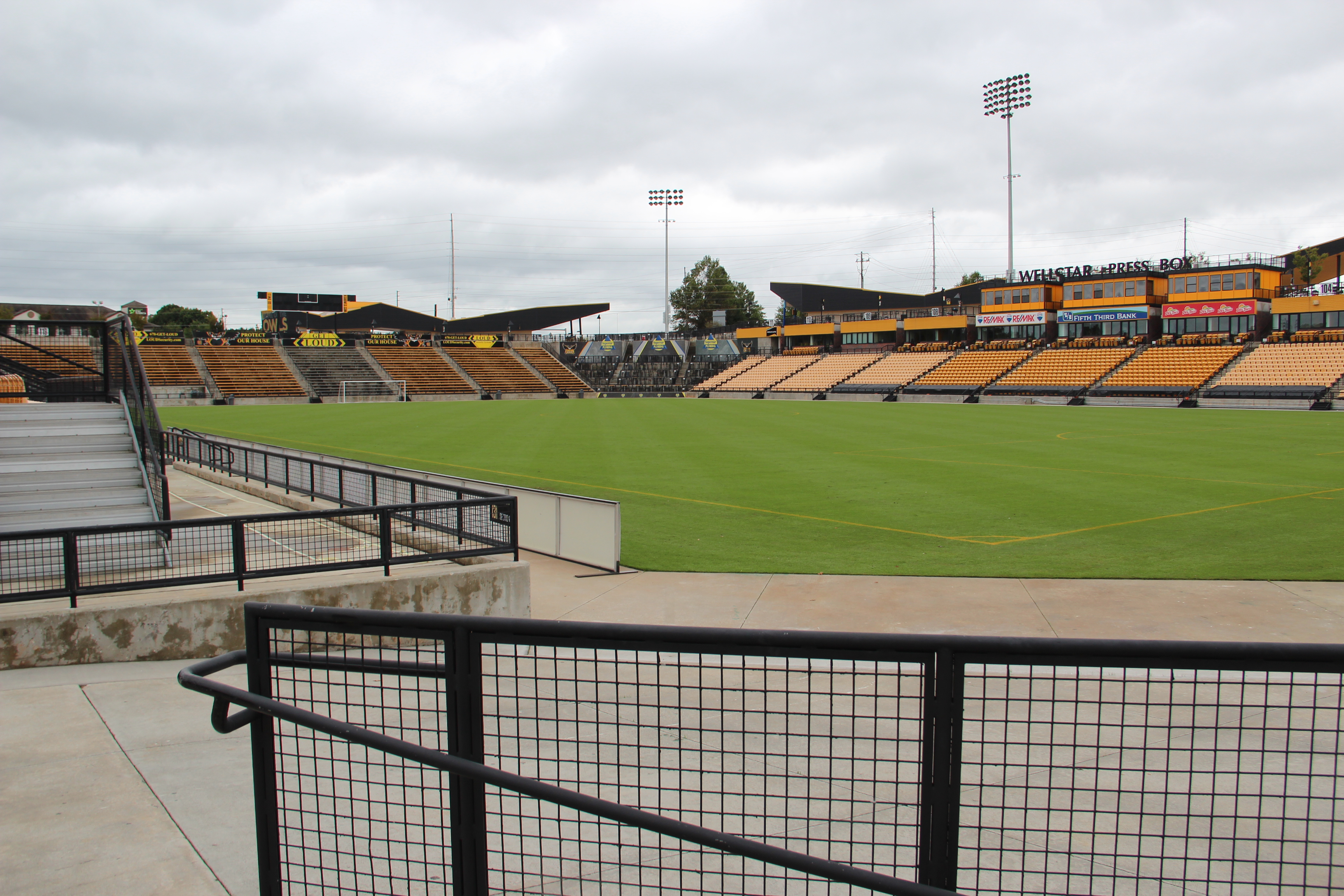
De 2014 à 2016 : Fifth Third Bank Stadium de Kennesaw.
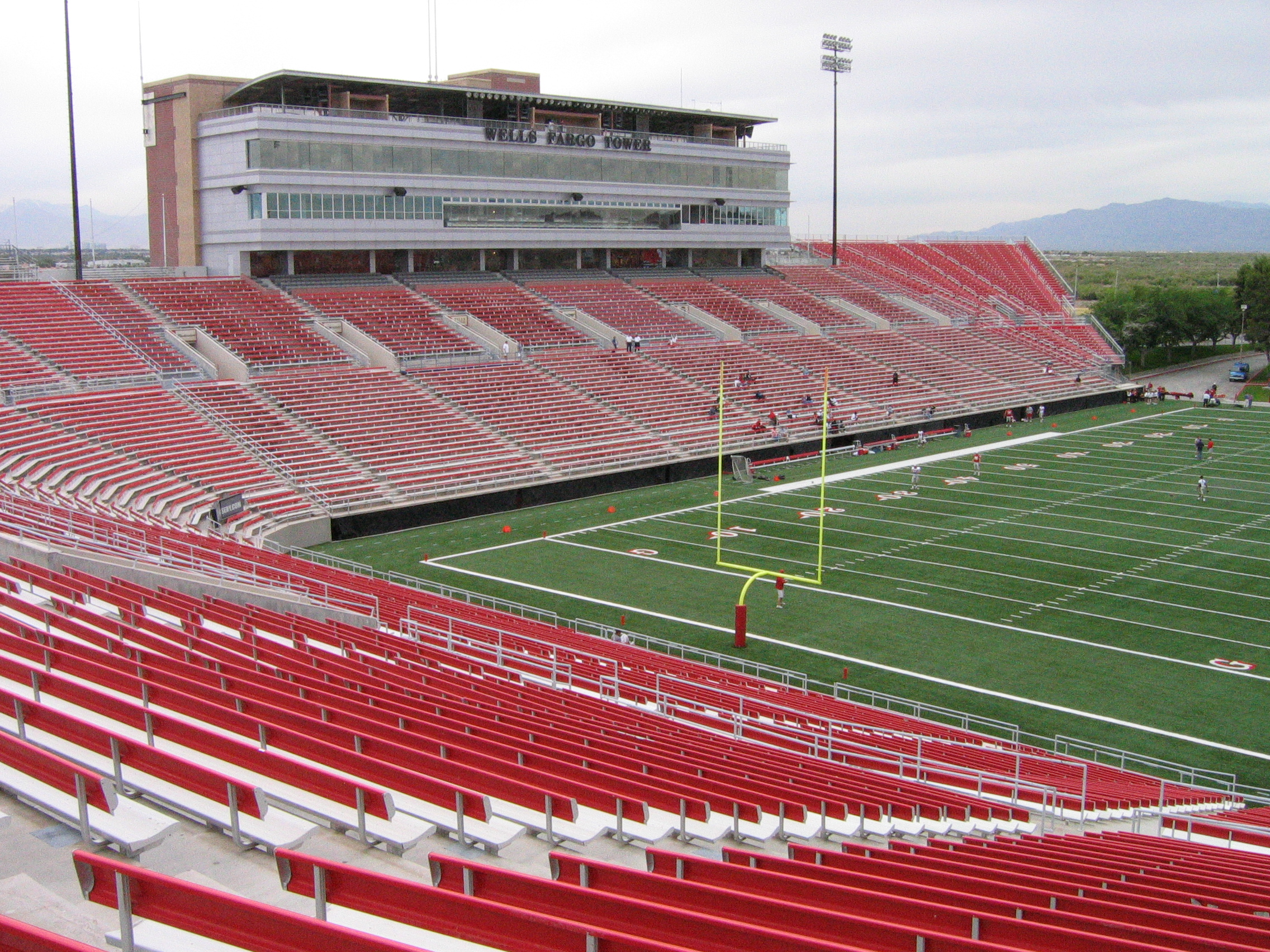
En 2017 : Sam Boyd Stadium de Whitney.
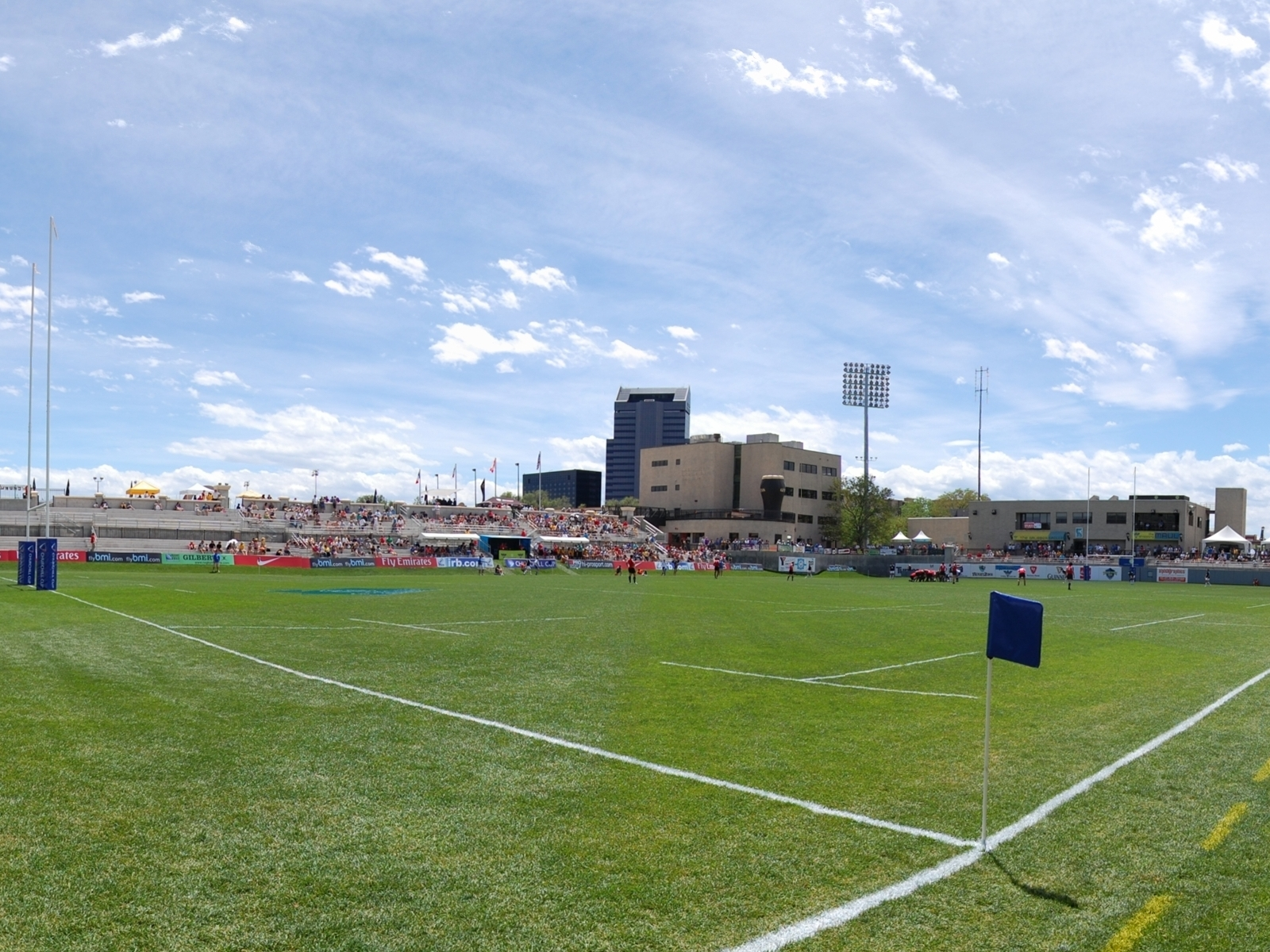
Depuis 2018 : Infinity Park de Glendale.